# Rose Zwi
Rose Zwi était une écrivaine sud-africaine et australienne d'origine mexicaine et militante anti-apartheid surtout connue pour son travail sur les immigrés en Afrique du Sud.

## Biographie
Zwi est née à Oaxaca, au Mexique, de parents réfugiés juifs de Lituanie et arrivés en 1926 en provenance de Žagarė. Sa famille a déménagé en Afrique du Sud quand elle était encore jeune. En 1967, Zwi est diplômée de l’Université du Witwatersrand à Johannesburg avec un BA de littérature anglaise,. Alors qu’elle vivait en Afrique du Sud, elle faisait partie de l’organisation blanche anti-apartheid Black Sash.
Zwi a vécu brièvement en Israël, mais elle est retournée en Afrique du Sud jusqu’en 1988, date à laquelle elle s’est installée en Australie. Elle est devenue citoyenne australienne en 1992 et a vécu à Sydney, en Nouvelle-Galles du Sud. Elle a visité la ville natale de ses parents, Žagarė, en 2006.

## Œuvre
- 1980 : Another year in Africa, Bateleur, Johannesburg  (ISBN 0-620-02286-8).
- 1981 : The inverted pyramid, Ravan, Johannesburg  (ISBN 0-86975-212-X).
- 1984 : Exiles, AD Donker, Johannesburg  (ISBN 0-86852-060-8).
- 1991 : The umbrella tree, Penguin, London  (ISBN 0-14-013410-7).
- 1993 : Safe houses : A novel of love and hatred in South Africa., Spinifex, Melbourne  (ISBN 1-74219-168-1).
- 1997 : Last walk in Naryshkin Park, Spinifex, Melbourne  (ISBN 1-875559-72-8).
- 2003 : Speak the truth, laughing. Nine stories and a novella, House Arrest., Spinifex, Melbourne  (ISBN 1-876756-21-7).

## Prix et récompenses
- 1982 : Lauréate du Olive Schreiner Prize pour Another Year in Africa[4]
- 1982 : Mofolo-Plomer Prize pour The Umbrella Tree[5]
- 1994 : Prix Human Rights and Equal Opportunity Commission pour Safe Houses[6]